# جوردن موتش
جوردن موتش (بالإنجليزية: Jordon Mutch) مواليد 2 ديسمبر 1991 في دربي، هو لاعب كرة قدم إنجليزي يلعب مع كريستال بالاس كلاعب وسط. مثّل منتخب إنجلترا لكرة القدم.

## مرحلة الشباب

### أندية لعب لها
- ديربي كاونتي
- برمنغهام سيتي

## المسيرة الاحترافية

### أندية لعب لها
- برمنغهام سيتي
- كارديف سيتي
- كوينز بارك رينجرز
- كريستال بالاس

## روابط خارجية
- جوردن موتش على موقع دوري كوريا الجنوبية (الإنجليزية)
- جوردن موتش على موقع الدوري الأمريكي (الإنجليزية)
- جوردن موتش على موقع قاعدة بيانات كرة القدم.إي يو (الإنجليزية)
- جوردن موتش على موقع Soccerbase.com (لاعب) (الإنجليزية)
- جوردن موتش على موقع Soccerway.com (الإنجليزية)
- جوردن موتش على موقع عالم كرة القدم.نت (الإنجليزية)
- جوردن موتش على موقع AS.com (الإسبانية)